# Peter Shilton
Peter Leslie Shilton (n. 18 septembrie 1949, Leicester, Anglia, Regatul Unit) este un fost fotbalist englez care a jucat pe poziția de portar. El deține recordul la numărul de meciuri jucate pentru echipa națională de fotbal a Angliei, având mai multe ca oricine, 125 la număr, și de asemenea el deține recordul mondial absolut, all-time, la numărul de apariții pe teren în toate competițiile oficiale cu un total de 1390 de meciuri jucate.
În cariera sa de 30 de ani, el a jucat la 11 cluburi diferite, având la activ 2 finale de Liga Campionilor, și jucând cu naționala Angliei la trei campionate mondiale (1982, 1986, 1990) și două campionate europene (1980 și 1988). El are distincția de a juca mai mult de 100 de meciuri de campionat pentru 5 cluburi diferite. Peter Shilton a ajuns într-o finală de campionat mondial abia la vârsta de 32 de ani, dar a jucat în 17 meciuri la turneele finale și împarte recordul de 10 meciuri fără gol încasat în faza finală a Campionatului Mondial cu portarul francez Fabien Barthez.
Pe durata evoluției sale la Nottingham Forest, Shilton a cucerit multe trofee, printre care: campion al First Division, două Cupe ale Campionilor Europeni, Supercupa Europei, și Football League Cup.

## Palmares

### Club
Leicester City
- FA Cup, finalist: 1969
- Football League Second Division, campion: 1970–1971
- FA Charity Shield, câștigător: 1971

Nottingham Forest
- Football League First Division, câștigător: 1977–78
- Football League First Division, vicecampion: 1978–79
- FA Charity Shield, câștigător: 1978
- Cupa Ligii, câștigător: 1979
- Cupa Ligii, finalist: 1980
- Cupa Campionilor Europeni, câștigător:1979, 1980
- Supercupa Europei, câștigător: 1979
- Supercupa Europei, finalist: 1980
- Cupa Intercontinentală, finalist: 1980

Southampton
- First Division League Championship, vicecampion: 1983–84
- Trofeo Ciudad de Vigo, câștigător: 1983

### Internațional
Anglia
- Campionatul Mondial de Fotbal, locul 4: 1990
- Rous Cup, câștigător: 1986, 1988, 1989
- Rous Cup, finalist: 1985, 1987
- 1985 Azteca 2000 Tournament, finalist

### Trofee individuale
- PFA Players' Player of the Year: 1978
- English Football Hall of Fame: Inducted 2002

## Statisticile carierei
| Sezon             | Club             | Campionat        | Campionat | Campionat | Cupă    | Cupă   | Cupa Ligii | Cupa Ligii | Altele[A] | Altele[A] | Total   | Total  |
| Sezon             | Club             | Divizia          | Meciuri   | Goluri    | Meciuri | Goluri | Meciuri    | Goluri     | Meciuri   | Goluri    | Meciuri | Goluri |
| ----------------- | ---------------- | ---------------- | --------- | --------- | ------- | ------ | ---------- | ---------- | --------- | --------- | ------- | ------ |
| Leicester City    | 1965–66          | First Division   | 1         | 0         | 0       | 0      | 0          | 0          | 0         | 0         | 1       | 0      |
| Leicester City    | 1966–67          | First Division   | 4         | 0         | 0       | 0      | 0          | 0          | 0         | 0         | 4       | 0      |
| Leicester City    | 1967–68          | First Division   | 35        | 1         | 4       | 0      | 0          | 0          | 0         | 0         | 39      | 1      |
| Leicester City    | 1968–69          | First Division   | 42        | 0         | 8       | 0      | 3          | 0          | 0         | 0         | 53      | 0      |
| Leicester City    | 1969–70          | Second Division  | 39        | 0         | 5       | 0      | 7          | 0          | 0         | 0         | 51      | 0      |
| Leicester City    | 1970–71          | Second Division  | 40        | 0         | 5       | 0      | 5          | 0          | 0         | 0         | 50      | 0      |
| Leicester City    | 1971–72          | First Division   | 37        | 0         | 2       | 0      | 1          | 0          | 2         | 0         | 42      | 0      |
| Leicester City    | 1972–73          | First Division   | 41        | 0         | 2       | 0      | 1          | 0          | 3         | 0         | 47      | 0      |
| Leicester City    | 1973–74          | First Division   | 42        | 0         | 7       | 0      | 2          | 0          | 4         | 0         | 55      | 0      |
| Leicester City    | 1974–75          | First Division   | 5         | 0         | 0       | 0      | 1          | 0          | 0         | 0         | 6       | 0      |
| Leicester City    | Total            | Total            | 286       | 1         | 33      | 0      | 20         | 0          | 9         | 0         | 348     | 1      |
| Stoke City        | 1974–75          | First Division   | 25        | 0         | 1       | 0      | 0          | 0          | 0         | 0         | 26      | 0      |
| Stoke City        | 1975–76          | First Division   | 42        | 0         | 5       | 0      | 1          | 0          | 0         | 0         | 48      | 0      |
| Stoke City        | 1976–77          | First Division   | 40        | 0         | 1       | 0      | 2          | 0          | 0         | 0         | 43      | 0      |
| Stoke City        | 1977–78          | Second Division  | 3         | 0         | 0       | 0      | 1          | 0          | 0         | 0         | 4       | 0      |
| Stoke City        | Total            | Total            | 110       | 0         | 7       | 0      | 4          | 0          | 0         | 0         | 121     | 0      |
| Nottingham Forest | 1977–78          | First Division   | 37        | 0         | 6       | 0      | 0          | 0          | 0         | 0         | 43      | 0      |
| Nottingham Forest | 1978–79          | First Division   | 42        | 0         | 3       | 0      | 8          | 0          | 10        | 0         | 63      | 0      |
| Nottingham Forest | 1979–80          | First Division   | 42        | 0         | 2       | 0      | 10         | 0          | 11        | 0         | 65      | 0      |
| Nottingham Forest | 1980–81          | First Division   | 40        | 0         | 6       | 0      | 3          | 0          | 5         | 0         | 54      | 0      |
| Nottingham Forest | 1981–82          | First Division   | 41        | 0         | 1       | 0      | 5          | 0          | 0         | 0         | 47      | 0      |
| Nottingham Forest | Total            | Total            | 202       | 0         | 18      | 0      | 26         | 0          | 26        | 0         | 272     | 0      |
| Southampton       | 1982–83          | First Division   | 39        | 0         | 1       | 0      | 5          | 0          | 2         | 0         | 47      | 0      |
| Southampton       | 1983–84          | First Division   | 42        | 0         | 6       | 0      | 2          | 0          | 0         | 0         | 50      | 0      |
| Southampton       | 1984–85          | First Division   | 41        | 0         | 3       | 0      | 7          | 0          | 2         | 0         | 53      | 0      |
| Southampton       | 1985–86          | First Division   | 37        | 0         | 6       | 0      | 6          | 0          | 3         | 0         | 52      | 0      |
| Southampton       | 1986–87          | First Division   | 29        | 0         | 1       | 0      | 8          | 0          | 2         | 0         | 40      | 0      |
| Southampton       | Total            | Total            | 188       | 0         | 17      | 0      | 28         | 0          | 9         | 0         | 242     | 0      |
| Derby County      | 1987–88          | First Division   | 40        | 0         | 1       | 0      | 2          | 0          | 2         | 0         | 45      | 0      |
| Derby County      | 1988–89          | First Division   | 38        | 0         | 3       | 0      | 3          | 0          | 3         | 0         | 47      | 0      |
| Derby County      | 1989–90          | First Division   | 35        | 0         | 2       | 0      | 5          | 0          | 2         | 0         | 44      | 0      |
| Derby County      | 1990–91          | First Division   | 31        | 0         | 1       | 0      | 5          | 0          | 1         | 0         | 38      | 0      |
| Derby County      | 1991–92          | Second Division  | 31        | 0         | 3       | 0      | 3          | 0          | 0         | 0         | 37      | 0      |
| Derby County      | Total            | Total            | 175       | 0         | 10      | 0      | 18         | 0          | 8         | 0         | 211     | 0      |
| Plymouth Argyle   | 1991–92          | Second Division  | 7         | 0         | 0       | 0      | 0          | 0          | 0         | 0         | 7       | 0      |
| Plymouth Argyle   | 1992–93          | Second Division  | 23        | 0         | 1       | 0      | 6          | 0          | 2         | 0         | 32      | 0      |
| Plymouth Argyle   | 1993–94          | Second Division  | 4         | 0         | 0       | 0      | 0          | 0          | 0         | 0         | 4       | 0      |
| Plymouth Argyle   | Total            | Total            | 34        | 0         | 1       | 0      | 6          | 0          | 2         | 0         | 43      | 0      |
| Wimbledon         | 1994–95          | Premier League   | 0         | 0         | 0       | 0      | 0          | 0          | 0         | 0         | 0       | 0      |
| Bolton Wanderers  | 1994–95          | First Division   | 1         | 0         | 0       | 0      | 0          | 0          | 1         | 0         | 2       | 0      |
| Coventry City     | 1995–96          | Premier League   | 0         | 0         | 0       | 0      | 0          | 0          | 0         | 0         | 0       | 0      |
| West Ham United   | 1995–96          | Premier League   | 0         | 0         | 0       | 0      | 0          | 0          | 0         | 0         | 0       | 0      |
| Leyton Orient     | 1996–97          | Third Division   | 9         | 0         | 1       | 0      | 0          | 0          | 0         | 0         | 10      | 0      |
| Total în carieră  | Total în carieră | Total în carieră | 1005      | 1         | 87      | 0      | 102        | 0          | 55        | 0         | 1249    | 1      |

A. ^ Coloana "Altele" prezintă meciurile și golurile în Cupa Anglo-Scoțiană, Liga Campionilor, FA Charity Shield (Supercupa Angliei), Football League Trophy, Full Members Cup, Cupa Intercontinentală, Cupa Texaco, Cupa UEFA și Supercupa Europei.